# Peter Atkins
Peter William Atkins FRSC (født 10. august 1940) er en engelsk kemiker og Fellow fra Lincoln College på University of Oxford. Han gik på pension i 2007. Han er produktiv forfatter til flere populære lærebøger i kemi inklusive Physical Chemistry, Inorganic Chemistry og Molecular Quantum Mechanics. Atkins har også skrevet en række populærvidenskabelige bøger inklusive Atkins' Molecules, Galileo's Finger: The Ten Great Ideas of Science og On Being.

### Blandede bøger
- The Creation. W. H. Freeman & Co Ltd. 1981. ISBN 0-7167-1350-0.
- The Second Law. Scientific American Books, an imprint of W. H. Freeman and Company. 1984. ISBN 0-7167-5004-X
- Creation Revisited. W. H. Freeman & Co Ltd. 1993. ISBN 0-7167-4500-3.
- Second Law: Energy, Chaos, and Form. W. H. Freeman & Co Ltd. 1994. ISBN 0-7167-5005-8.
- The Periodic Kingdom: A journey into the land of the chemical elements. BasicBooks. 1995. ISBN 0-465-07266-6.
- Atkins' Molecules. Cambridge University Press. 2003. ISBN 0-521-53536-0.
- Galileo's Finger: The Ten Great Ideas of Science. Oxford University Press. 2003. ISBN 0-19-860941-8.
- Four Laws That Drive the Universe. Oxford University Press. 2007. ISBN 978-0-19-923236-9.
- The Laws of Thermodynamics: A Very Short Introduction. Oxford University Press. 2010. ISBN 978-0-19-957219-9.
- On Being: A Scientist's Exploration of the Great Questions of Existence. Oxford University Press. 2011. ISBN 978-0-19-960336-7.
- Reactions: The private life of atoms. Oxford University Press. 2011. ISBN 978-0-19-969512-6.
- What is Chemistry?. Oxford University Press. 2013. ISBN 978-0-19-968398-7.[2]
- Physical Chemistry: A Very Short Introduction. Oxford University Press. 2014. ISBN 978-0-19-968909-5.
- Chemistry: A Very Short Introduction. Oxford University Press. 2015. ISBN 978-0-19-968397-0.
- Conjuring the Universe: The Origins of the Laws of Nature. Oxford University Press. 2018.[3]

### Universitetsbøger
- Atkins, Peter W.; Symons, M. C. R. (1967). The Structure of Inorganic Radicals. Amsterdam, New York: Elsevier Pub. Co. OCLC 543225.
- Atkins, Peter W. (1991). Quanta: A Handbook of Concepts (2nd udgave). New York: Oxford University Press. ISBN 978-0-19-855573-5.
- Atkins, Peter W. (1995). The Periodic Kingdom: A Journey into the Land of the Chemical Elements. New York: BasicBooks. ISBN 978-0-7881-5518-5.
- Atkins, Peter W.; Friedman, Ronald (2005). Molecular Quantum Mechanics (4th udgave). Oxford University Press. ISBN 0-19-927498-3.
- Atkins, Peter W.; de Paula, Julio; Friedman, Ronald (2009). Quanta, Matter, and Change: A molecular approach to physical chemistry. New York: W. H. Freeman. ISBN 978-0-7167-6117-4.
- Atkins, Peter W.; Shriver, D. F. (2010). Inorganic Chemistry (5th udgave). W. H. Freeman. ISBN 978-1-4292-1820-7.
- Atkins, Peter W.; Jones, Loretta (2010). Chemical Principles: The Quest for Insight (5th udgave). New York: W. H. Freeman. ISBN 978-1-4292-1955-6.
- Atkins, Peter W.; de Paula, Julio (2017). Physical Chemistry (11th udgave). Oxford University Press. ISBN 978-0-19-876986-6.
- Atkins, Peter W.; de Paula, Julio (2011). Physical Chemistry for the Life Sciences (2nd udgave). W.H. Freeman & Company. ISBN 978-1-4292-3114-5.